# 肯利 (北卡羅萊納州)
肯利（英語：Kenly）是一個位於美國北卡羅萊納州約翰斯頓縣及威爾遜縣的城鎮。

## 人口
根據2020年美國人口普查的數據，肯利的面積為4.71平方千米，當中陸地面積為4.70平方千米，而水域面積為0.01平方千米。當地共有人口1491人，而人口密度為每平方千米317人。